# Aleksandr Ivanitsky
Aleksandr Vladimirovich Ivanitsky (russe : Александр Владимирович Иваницкий) est un lutteur soviétique né le 8 octobre 1937 et mort le 22 juillet 2020. Il est spécialisé en lutte libre.

## Palmarès

### Jeux olympiques
- Médaille d'or dans la catégorie des plus de 97 kg en 1964 à Tokyo

### Championnats du monde
- Médaille d'or dans la catégorie des plus de 97 kg en 1966 à Toledo
- Médaille d'or dans la catégorie des plus de 97 kg en 1965 à Manchester
- Médaille d'or dans la catégorie des plus de 97 kg en 1963 à Sofia
- Médaille d'or dans la catégorie des plus de 97 kg en 1962 à Toledo